# Sunifredo I de Lluçà
Sunifredo I de Lluçà (? - 988) foi um nobre medieval da Catalunha, tendo sido representante junto da coroa das cidades de Lluçà e Santa Maria de Merlès , locais do atual município da Espanha na província de Barcelona, comunidade autónoma da Catalunha.

## Relações familiares
Foi filho de Eisso I de Lluçà e de Adelaide de Urgel (c. 1000 -?), filha de Sunifredo II de Urgel (c. 880 - 948) foi conde de Urgel entre 870 e 948 e de Adelaide de Ruergue (c. 880 -?). Casou com Euguncia, com quem teve:
1. Guisado de Lluçà (? - 1005) senhor de Lluçà, casado com Oda de Besora (? - 1034)